# Cuaespinós cellagrís
El cuaespinós cellagrís (Cranioleuca curtata) és una espècie d'ocell de la família dels furnàrids (Furnariidae).

## Hàbitat i distribució
Habita els boscos dels Andes, des del centre de Colòmbia, cap al sud, a través de l'est i sud d'Equador i est i sud-est de Perú fins l'oest de Bolívia.